# Lago Tar
El lago Tar es un lago ubicado en el departamento Lago Argentino, provincia de Santa Cruz, Argentina. 

## Características
El lago ocupa una cuenca al sur del lago O'Higgins/San Martín. Su superficie se encuentra a una altitud de 269 m s. n. m. Cubre un área de aproximadamente 35,5 km². Sus afluentes son el río Tar y el río Meseta, y otros pequeños arroyos de las alturas circundantes. El lago es de color marrón, tiene una longitud de 11 km y 1150 km² de cuenca.
Ocupa el borde occidental de la vasta meseta patagónica. En el área circundante, el clima es semi-desértico: la precipitación media anual es de unos 150 milímetros por año.
Su emisario, que nace en el extremo noroeste, es el río Tar, que vierte sus aguas en el lago San Martín.